# Xanthocryptus unicarinatus
Xanthocryptus unicarinatus är en stekelart som först beskrevs av Cameron 1907.  Xanthocryptus unicarinatus ingår i släktet Xanthocryptus och familjen brokparasitsteklar. Inga underarter finns listade i Catalogue of Life.